# Mellow Waves
『Mellow Waves』(メロウ・ウェイヴス)はCornelius（小山田圭吾）が2017年6月27日に発売した6作目のスタジオ・アルバムである。
ジャケットは小山田の叔父にあたる銅版画家の中林忠良によるもの。
前作『Sensuous』から約10年半ぶりのスタジオ・アルバムである。2018年1月にアメリカのRostrum Recordsから、ホワイト・ブラックビニールの限定盤LP、180gの通常盤LP、カセットテープもリリースされた。2018年9月にリリースされた国内盤LPはドイツプレスで、裏ジャケが違う物になっている。
"あなたがいるなら"、"未来の人へ"はsalyu × salyu以降、何度か作詞依頼をしてきた坂本慎太郎とCornelius名義では初コラボレーション、"The Spell of a Vanishing Loveliness"では小山田のはとこにあたるLushのMiki Berenyiが作詞とヴォーカルで参加している。"Crépuscule"は『Constellations Of Music』に収録されている"Tokyo Twilight"のアコギ・ヴァージョン。

## 収録曲
LPはSIDE-A#1〜4 SIDE-B#5〜10
1. あなたがいるなら（If You're Here）
作詞：坂本慎太郎、作曲・編曲：小山田圭吾
2. いつか / どこか（Sometime / Some Place）
作詞・作曲・編曲：小山田圭吾
3. 未来の人へ（Dear Future Person）
作詞・坂本慎太郎、作曲・編曲：小山田圭吾
4. Surfing on Mind Wave pt 2
作曲・編曲：小山田圭吾
5. 夢の中で（In a Dream）
作詞・作曲・編曲：小山田圭吾
6. Helix / Spiral
作詞・作曲・編曲：小山田圭吾
7. Mellow Yellow Feel
作詞・作曲・編曲：小山田圭吾
8. The Spell of a Vanishing Loveliness
作詞:Miki Berenyi、小山田圭吾、作曲・編曲：小山田圭吾
9. The Rain Song
作詞・作曲・編曲：小山田圭吾
10. Crépuscule
作曲・編曲：小山田圭吾

## 関連曲
| タイトル                                                   | 収録 |
| ---------------------------------------------------------- | --- |
| 夢の奥で（Inside a Dream）                                 | iTunes Store先行予約のボーナストラック。のちに7インチレコード「夢の中で」、CD「Ripple Waves」に収録。              |
| Surfin' on Mind Waves                                      | 「攻殻機動隊ARISE O.S.T.」。                                                                                       |
| Surfing on Mind Wave pt 3                                  | 「Cornelius × idea Mellow Waves -コーネリアスの音楽とデザイン」の特典CD。                                          |
| Tokyo Twilight                                             | 「Constellations Of Music」。                                                                                      |
| In a Dream remixed by Haruomi Hosono                       | 「サウンド&レコーディング・マガジン」2017年8月号に期間限定ダウンロードコードで収録。のちに「Ripple Waves」に収録。 |
| If You're Here re-work by Ryuichi Sakamoto                 | 同上。 |
| The Spell of a Vanishing Loveliness (Beach Fossils Rework) | 2018年3月3日ダウンロード・リリース。のちに「Ripple Waves」に収録。                                                 |